# Beaumont-Louestault
Beaumont-Louestault é uma comuna francesa na região administrativa do Centro-Vale do Loire, no departamento de Indre-et-Loire. Estende-se por uma área de 55.49 km². Em 2010 a comuna tinha 1 730 habitantes (densidade: 31,2 hab./km²).
Foi criada em 1 de janeiro de 2017, a partir da fusão das antigas comunas de Beaumont-la-Ronce (sede da comuna) e Louestault.